# Tele2
Tele2 AB är en telekomoperatör som levererar bland annat mobiltelefoni, TV, bredband och Internet of Things-tjänster. Företaget grundades 1993 av Jan Stenbeck och har sitt huvudkontor i Kista i Stockholm. Tele2 AB är verksamma i flera länder, varav Sverige är ett. Tele2 Sverige AB erbjuder tjänster inom fast telefoni, mobiltelefoni, bredband, TV och streaming, samt internet- och datatjänster. Företaget har över 2 miljoner privata kunder på den svenska marknaden, inklusive kunderna inom tidigare Com Hem.
2024 fick Tele2 nya ägare, då Kinnevik sålde sin ägarandel till franska telekomkoncernen Iliads bolag Freya Investissement.

## Historik
Tele2 startade som internetleverantören Swipnet 1991. Från mars 1993 erbjöd Tele2 privatpersoner fast telefoni med lägre samtalspriser än Televerket (nuvarande Telia), som dittills hade haft monopol. För att kunna ringa med Tele2 behövde man ett abonnemang hos Televerket, men med prefixet 007 i stället för det av Televerket använda 009. Sifferkombinationen användes i en James Bond-inspirerad marknadsföring. Till att börja med kunde man bara ringa till utlandet, men samtal inom Sverige erbjöds från oktober 1994. Tele2 ville egentligen ha prefixet 002, men detta var redan upptaget då det användes internt av Televerket.
År 1997 var Comviq den första operatören som sålde kontantkort i Sverige. Samma år slogs Kinnevik-ägda Comviq och Tele2 Sverige samman till Tele2 Sverige. 2006 förvärvades E.ONs bredbandsverksamhet med 500 000 kunder och Region Skånes bredbandsprojekt BAS. I maj 2007 såldes verksamheten i Danmark till Telenor. I oktober 2016 förvärvades TDC Sveriges verksamhet inom företagssegmentet. I november 2018 slogs telekomoperatören Com Hem samman med Tele2. Com Hem verkade inom leverans av TV, bredband och telefoni.
I mars 2019 uppgavs att miljontals mobilsvar (röstbrevlåda) kunnat avlyssnas av andra. I början av år 2020 lanserades streamingtjänsten Comhem Play+ tillgängligt även för den som inte är kund hos Com Hem.  
År 2022 blev Tele2 det första företaget i Norden och Baltikum med ett vetenskapsbaserat Net Zero-mål godkänt av Science Based Targets initiative. 2023 utsågs Tele2 till Europas främsta klimatledare av Financial Times. År 2024 rankades företaget som Sveriges mest hållbara och placerade sig på plats 37 globalt enligt Time Magazine. Samma år förvärvades Tele2 AB av Iliad genom dotterbolaget Freya Investissement.

### 3G (UMTS)
Den 16 december 2000 meddelades det att Tele2 blev en av fyra aktörer som via prövning tilldelades ett tillstånd till och med 31 december 2015 för UMTS i Sverige. I mars 2001 meddelade Tele2 att man kommit överens med Telia (som inte tilldelades UMTS-licens) att bilda ett gemensamt bolag (Svenska UMTS-Nät AB) för att bygga ett UMTS-nät men att vara konkurrenter om kunder. Tele2 öppnade 3G-nätet i Sverige för allmänheten den 1 juni 2004.
Den teoretiska maximala hastigheten för nedladdningar via 3G-nätet var vid introduktionen 384 kbps. Sommaren 2011, efter att successivt ha uppgraderat 3G-nätet sedan introduktionen, erbjöd Tele2 nedladdningshastigheter på maximalt 21 Mbps som marknadsfördes som 16 Mbps.

### 4G (LTE)
Den 8 maj 2008 stod det klart att Tele2 var en av fem aktörer som via budgivning vunnit tillstånd för att använda 2,6 GHz-bandet för exempelvis mobiltelefoni och mobilt bredband i Sverige. Den 23 april 2009 grundade Tele2 Net4Mobility tillsammans med lokalkonkurrenten Telenor för att bygga ett gemensamt 4G-nät samt uppgradera GSM-näten. Den 15 november 2010 öppnade Tele2 svenska 4G-nätet (LTE) för allmänheten. 4G-nätet hade vid den tidpunkten endast täckning centralt i Stockholm, Göteborg och Malmö. Vid tillfället användes 4G-nätet för mobilt bredband (till datorer med Mac OS och Windows) med teoretisk nedladdningshastighet på maximalt 100 Mbps vilket marknadsfördes som maximalt 80 Mbps.

## Marknader

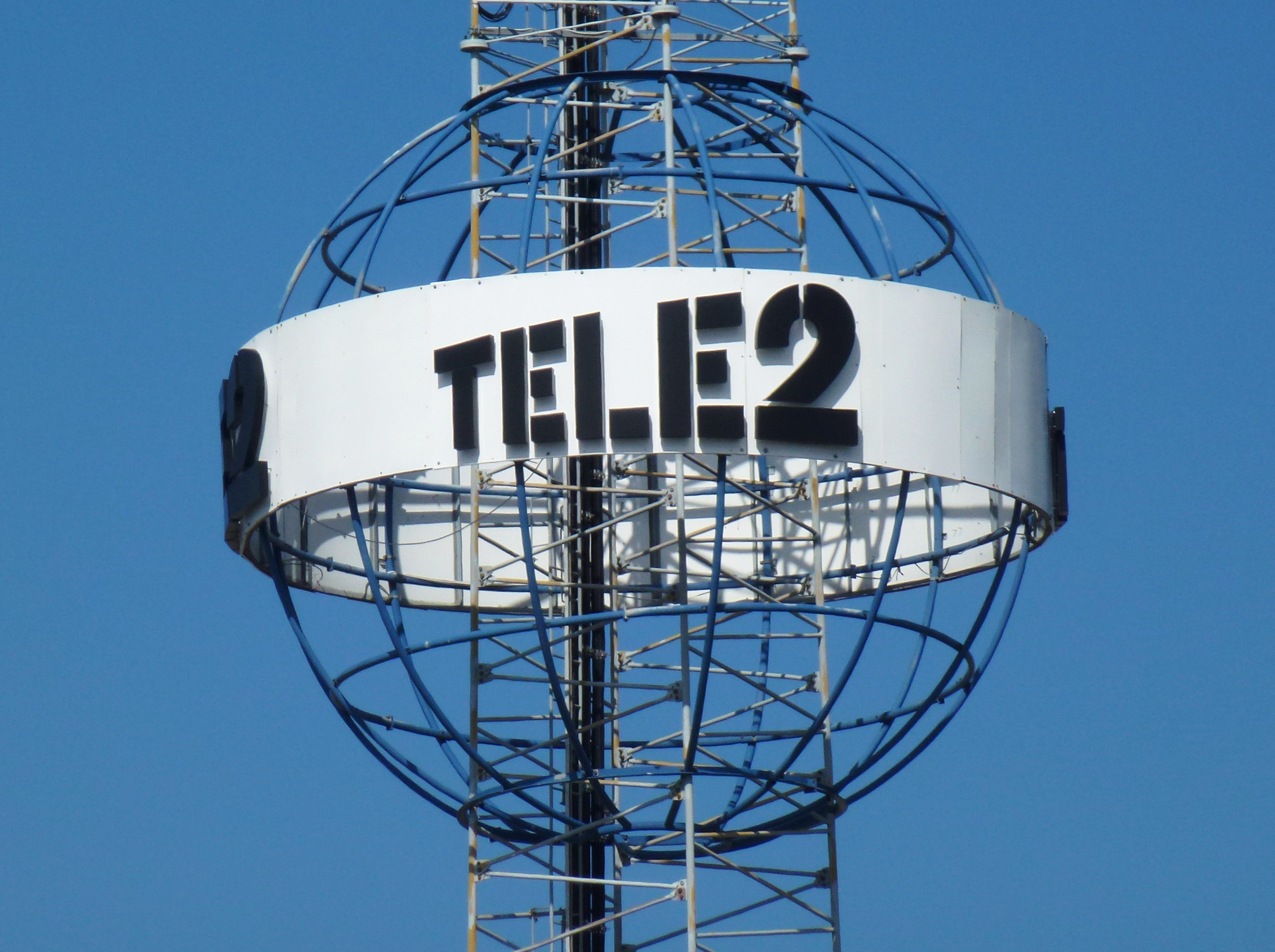
Tele2:s torn i Mälarhöjden, Stockholm, 2014.

### Estland
Tele2 Estland driver ett 3G-nät i 900 MHz- och 2100 MHz-banden samt ett 2G GSM-nät i 900 MHz- och 1800 MHz-banden. Tele2 lanserade sitt 4G LTE-nätverk i 1800 MHz- och 2,6 GHz-banden i november 2012. 800 MHz LTE-bandet aktiverades i maj 2014 och 2100 MHZ i juli 2015. Tele2 hävdar att näten har en befolkningstäckning på 90% i september 2015.
2022 förvärvade Tele2 spektrum i frekvensbandet 3410–3800 MHz som en del av en licens att tillhandahålla 5G-tjänster. Tele2 började erbjuda 5G-tjänster i Tallinn 2022.

### Frankrike
Tele2 verkade i Frankrike från 1999 till 2009 och verkar inte där nu. Tele2 drev ett 2G-nät genom MVNO i Frankrike med Orange-nätverket för täckning och gick med i Virgin Mobile 2009. Företaget drev också alternativa fasta telefon- och internettjänster som de sålde till Vivendi-enheten SFR för 350 miljoner euro 2007.

### Italien
Tele2 verkade i Italien från 1999 till 2007 och verkar inte där nu. "Tele2 Italia S.p.A." var den italienska filialen till Tele2 Sverige AB. Sommaren 2005 började företaget erbjuda ADSL i stora städer, inklusive Milano och Rom, och utökade sedan tjänsten till många andra områden i Italien. Hösten 2007 lade man till en P2P-trafikfiltreringsfunktion till sin ADSL-tjänst.
Den 6 oktober 2007 förvärvades Tele2 Italia S.p.A., vilket också skedde i Spanien, av Vodafone Omnitel N.V. för 775 miljoner euro. Tele2 Italia S.pA. bytte namn till Opitel S.pA., och behöll tillfälligt varumärket Tele2. Företagets namn ändrades den 4 januari 2010 och blev TeleTu S.pA.

### Kazakstan
Tele2 verkade i Kazakstan från 2005 till 2018 och verkar inte där nu. 51 % av Mobile Telecom-Service LLP köptes av Tele2 i början av 2010 för att fungera som bas för företagets mobila tjänster i Kazakstan. Tele2 hade en option att köpa resterande 49% av Mobile Telecom-Service LLP inom 5 år efter att avtalet stängdes. Tele2 var den minsta av tre mobiloperatörer i Kazakstan med cirka 4,3 miljoner kunder.
I december 2018 avslutade Tele2 sin verksamhet, vilket gör att Beeline är det enda statligt oberoende operatören.

### Kroatien
Tele2 verkade i Kroatien från 2005 till 2019 och verkar inte där nu. I Kroatien drev Tele2 ett 3G-nät med 42,2 Mbit/s, samma som konkurrenterna men på ett mycket större täckning, nästan alla områden som täcktes av 3G hade tillgång till denna 3,75G-teknik. Företaget drev också ett 4G-nätverk med upp till 150 Mbit/s. I oktober 2015 hade företaget 885 542 kunder. 2015 var intäkterna 83,72 miljoner euro. Den 1 februari 2016 startade Tele2 Kroatien ett 4G LTE-nätverk. Det täckte alla större städer och dess närområden, såväl som många landsbygdsområden. Enligt Tele2 Kroatien täckte deras 4G-nät 90 % av Kroatiens befolkning, medan deras 3G-nät täckte 99 % av Kroatiens befolkning.
I juli 2019 såldes företaget för 220 miljoner euro till United Group.

### Lettland
Tele2 gick in på den lettiska marknaden år 2000 och är en av de största rikstäckande mobilnätsoperatörerna i Lettland, inklusive 5G-tjänster i 5 GHz-, 1,5 GHz- och 700 MHz-banden. Tele2 Shared Service Center finns också i Lettland.

### Litauen
Tele2 driver ett rikstäckande mobilnät i Litauen, inklusive 5G-tjänster i 700MHz- och 3,5GHz-banden. Tele2 har 4G-nättäckning i över 99% av Litauen. Företaget har utsetts till det mest transparenta företaget i Litauen enligt "Transparency International Lithuania". Tele2 Litauens VD Petras Masiulis tilldelades Årets VD i Litauen 2017.

### Nederländerna
Tele2 verkade i Nederländerna från 2005 till 2019 och verkar inte där nu. Tele2 verkade som en 2G/3G/4G mobilnätsoperatör på T-Mobile NL:s mobilnät och lanserade under fjärde kvartalet 2015 världens första 4G-endast MNO i Nederländerna med nästan 850 000 kunder.
Tele2 köpte Versatel i Nederländerna i mitten av 2005, vilket gav företaget tillgång till egen infrastruktur. Den 15 juli 2010 demonstrerade Tele2 det första LTE-nätverket i Nederländerna på frekvenserna 2600 MHz. I slutet av 2010 förvärvade Tele2 Nederländerna BBned från Telecom Italia.
Ansvarig myndighet för telekom i Nederländerna, Agentschap Telecom, höll en flerbandsauktion som avslutades den 14 december 2012 Tele2 tilldelades 2x10MHz i 800 MHz-bandet, vilket tillsammans med sin tidigare 2,6 GHz-licens gjorde det möjligt för Tele2 att kostnadseffektivt bygga en högkapacitet LTE-nät med nationell täckning. Tele2 betalade 161 miljoner euro för sina licenser vilket kan anses vara lågt, jämfört med de 1,3 miljarder euro som KPN och Vodafone betalade var för sina frekvenser och de 900 miljoner euro som T-Mobile betalade för sina.
3,8 miljarder euro samlades in i auktionen, vilket är rekord för ett land med en befolkning på bara 16 miljoner. 2015 lanserade företaget ett nytt mobilnät. Systemet kostade cirka 187 miljoner dollar och hade varit under utveckling sedan 2014.
2019 gick Tele2 Netherlands samman med T-Mobile Netherlands. Som en del av köpet förvärvade Tele2 AB en andel på 25 % i T-Mobile Netherlands. Tele2 sålde sin andel i T-Mobile Nederländerna 2022.
8 september 2023 namnändrades T-Mobile samt Tele2 till Odido.

### Norge
Tele2 lämnade den norska marknaden 2015 och verkar inte där nu. Tele2 Norge bestod av varumärkena Tele2, OneCall, MyCall och Network Norway.
Den 7 juli 2014 meddelades att Tele2 skulle förvärvas av Telia Company. Den 5 februari 2015 godkändes affären av norska konkurrensmyndigheter.

### Ryssland
Tele2 verkade i Ryssland från 2001 till 2013 och verkar inte där nu. Tele2 startade verksamheten i Ryska federationen genom att 2001 förvärva 12 regionala mobiloperatörer från sitt systerbolag Millicom.
2013 sålde Tele2 sin ryska verksamhet till banken VTB för 2-4 miljarder USD plus 1,15 miljarder USD i nettoskuld.

### Storbritannien
Tele2 verkade i Storbritannien från 2003 till 2005 och verkar inte där nu. 2005 sålde Tele2 sin fasta verksamhet i Storbritannien och Irland till Carphone Warehouse för £8,7 miljoner.

### Sverige
Tele2 grundades i Sverige vilket fortsatt är företagets starkaste marknad med över 2 miljoner privata kunder.
När Post- och telestyrelsen i december 2001 tilldelade fyra licenser för 3G UMTS-mobilnäten var Tele2 en av vinnarna. Noterbart är att Telia, den tidigare statliga telefonioperatören i Sverige, inte fick en licens och därför upprättades ett avtal om att bygga ett 3G-nät som delas av Tele2 och Telia med hjälp av Tele2s licens. SUNAB byggde, äger och driver det 3G-nätet.
Ett liknande bolag, Net4Mobility, bildades 2009 mellan Tele2 och Telenor Sverige i syfte att bygga ett gemensamt 4G LTE-nät. 4G-produkten lanserades officiellt den 15 november 2010 och 2023 täcker Tele2s 4G-nät idag 99,9 % av den svenska befolkningen. Eftersom utrustningen som används av Net4Mobility kan bruka både LTE och 2G, byggdes det nya nätverket främst för LTE och ersatte de åldrande 2G-näten hos Tele2 och Telenor, vilket ger lägre kostnader genom delad infrastruktur. Dessutom aktiverade det EDGE, en tjänst som tidigare inte var tillgänglig via Tele2.
Den 24 maj 2020 blev Tele2 den första mobiloperatören i Sverige att kommersiellt lansera ett 5G NR-nät. Under andra kvartalet 2025 uppgår Tele2s 5G-täckning till 93% av befolkningen, varav 75% med 5G+.

### Tyskland
Tele2 lämnade den tyska marknaden 2020 och verkar inte där nu. Tele2 tillhandahöll fast bredband via ADSL samt fast telefoni. I juli 2013 lanserade Tele2 mobila abonnemang på nätverket E-Plus (nu 02 Tyskland). I december 2020 såldes enheten med varumärket Tele2 for Germany. Det nya företaget fortsätter att använda det gamla varumärket som "Tele2 Deutschland".

### Österrike
Tele2 verkade i Österrike från 1999 till 2007 och verkar inte där nu. Tele2-verksamheten startade som en operatör av fast telefoni. Företaget introducerade ADSL 2003. Ett år senare köpte Tele2 Österrike UTA Telekom AG, en tidigare konkurrent, och blev den största leverantören av telekommunikationstjänster i Österrike. Förutom tjänster inom fast telefoni använde Tele2 Österrike sin infrastruktur för operatörstjänster.
I mars 2008 sålde Tele2 sin österrikiska MVNO-verksamhet till Telekom Austria, men behöll sina fasta telefon- och internettjänster tills de två sistnämnda tjänsterna såldes 2017 (28.7.2017) till Hutchison Drei Austria, den tredje största mobiloperatören i Österrike.

## Varumärken och dotterbolag
Tele2 har och har haft en stor mängd varumärken för sina olika tjänster, bland andra:
- Comviq
- Boxer

### Tidigare varumärken och dotterbolag
- Tele2 TV – kabel-TV-operatör grundat 1996, avyttrat 2015.
- Optimal Telecom – fast- och mobiltelefonioperatör grundat 1998, avvecklades 2010.[38]
- Parlino – lanserades 2006 som IP-telefonitjänst,[39] numera avvecklad.
- Com Hem – kabel-TV-operatör förvärvad 2018, varumärket avvecklat 2021.
- Penny – mobiltelefoni och bredband i kraft mellan 2020 och 2021.[40]

## Verkställande direktörer
- Jean Marc Harion, VD, 2024-11-10[41] –
- Kjell Morten Johnsen, VD, 2020-09-15[42] – 2024-11-09
- Anders Nilsson, VD, 2018-11-01 – 2020-09-14
- Allison Kirkby, VD, 2015-09-01 – 2018-10-31
- Mats Granryd, VD, 2010-09-01 – 2015-09-01
- Lars Nilsson, tf VD, 2010-02-18 – 2010-09-01
- Harri Koponen, VD, 2008-08-18 – 2010-02-18
- Lars-Johan Jarnheimer, VD, 1999-03-23 – 2008-08-18
- Anders Björkman, VD, juni 1997 – 1999-03-23
- Franco Fedeli, VD, 1994 – juni 1997